# Rudolf Laban
Rudolf von Laban eller Rudolf Laban (født 15. december 1879 i Pressburg, slovakisk Bratislava, død 1. juli 1958 i Weybridge i England) var en ungarsk danser, danseteoretiker og koreograf. Han udviklede Labanotation, der er et sprog for bevægelser.
Hans tanker og deres betydning for dans, drama, terapi og pædagogik er beskrevet på dansk i Johan Borghälls Rudolf Laban og jeg - En genial bevægelseslære i teori og praksis.